# Robert Wornum

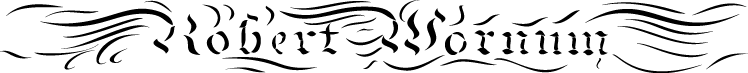
Wornum (Logo)

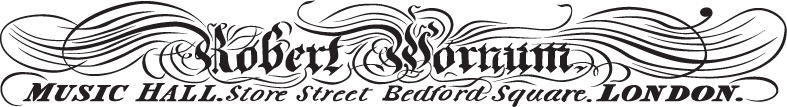
Wornum am Albion Square (Logo 1845)

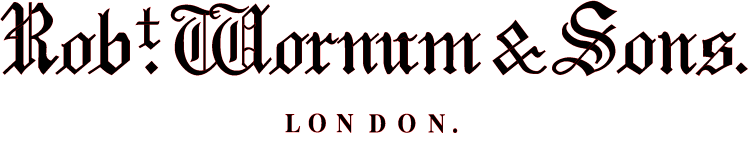
Wornum + Söhne (Logo)

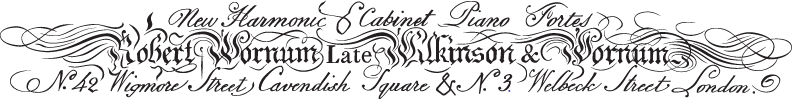
Logo 1815

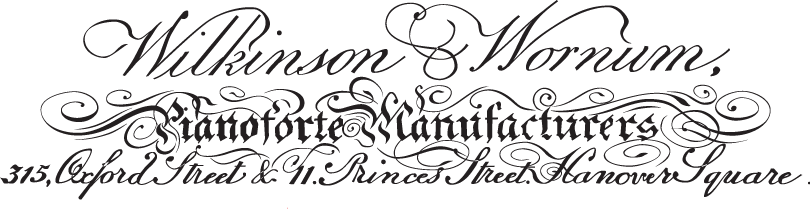
Logo 1811

Robert Wornum (* 1. Oktober 1780 in London; † 29. September 1852 in London) war ein Klavierbauer, der in London während der ersten Hälfte des 19. Jahrhunderts arbeitete.

## Überblick
Bekannt wurde Wornum durch seine Kleinklaviere und die ersten Hochklaviere, Pianinos oder “Uprights”. Ebenso ersann er eine Spielmechanik für Hochklaviere, die Vorläufer aller heutigen Spielmechaniken bei Pianinos ist und in Europa während des frühen 20. Jahrhunderts verwendet wurde. Sein Klavierbaubetrieb nannte sich Robert Wornum & Sons und bestand auch ein halbes Jahrhundert nach seinem Tode noch.
Der Kunsthistoriker Ralph Nicholson Wornum (1812–1877) war sein Sohn.

## Leben
Robert Wornum wurde am 1. Oktober 1780 geboren als Sohn des Musikalienhändlers und Violinenbauers Robert Wornum (1742–1815), der in der Glasshouse Street in London und später, nach ca. 1777 in der 42 Wigmore Street, nahe dem Cavendish Square arbeitete. Der Klavierhistoriker Alfred J. Hipkins schrieb, dass der junge Wornum zunächst in den Kirchendienst gehen sollte, aber 1810 hatte er eine Position als Vorarbeiter bei den Musikalienverkäufern Wilkinson & Company in der 3 Great Windmill Street und 13 Haymarket.
Wilkinson & Co. waren die Nachfolger von Broderip & Wilkinson, eine Partnerschaft zwischen Francis Broderip und George Wilkinson, die in 1798 aus dem Konkurs der berühmten Musikalienhändler Longman & Broderip entstand. Wilkinson & Co. wurde nach dem Tode von Broderip 1807 gegründet: Nach Aussage der Familiengeschichte, die der Sohn Henry Wilkinson über Broadhurst Wilkinson schrieb, war das Unternehmen speziell darauf eingerichtet, hohe Klaviergehäuse zu komplettieren, die die Unternehmen Astor und Leukenfeld in Lizenz nach einem Patent von William Southwell fertigten. Von Southwell wird gesagt, er habe das erste Hochklavier 1790 gebaut.. Er beschrieb, dass das Klavier „so konstruiert war, um zu verhindern, dass es häufig verstimmt werde“, und ohne „irgendeine Öffnung oder Perforation zwischen Resonanzboden und Stimmstock“, obschon das Patent von 1807 lediglich eine neue Anordnung der Dämpfer beschrieb. Das Monthly Magazine berichtete im Mai 1808, dass Wilkinson & Co. der Öffentlichkeit „ein neues Patent, ein Cabinet-Pianoforte“ anbot, und beschrieb, dass seine Form „sowohl ungewöhnlich als auch ansprechend“ sei, und nicht mehr Raum beanspruche als der kleinste Bücherschrank, derweilen sein Klang sowohl brillant als auch sanft und sein Spielgefühl „besonders leicht und erfreulich“ sei. Er beanspruchte, dass die Stärke und Einfachheit seiner Konstruktion gewährleiste, dass „das Klavier länger seine Stimmung halten wird als die meisten anderen Instrumente“. The Quarterly Musical Register beschrieb im Frühjahr 1812, dass solche Instrumente auch bei anderen Unternehmen gefertigt werden, und kommentierte: „ob diese Klaviere gegenüber den bisherigen Tafelklavieren (square pianos) vorgezogen werden, muss die Zeit erweisen“. Wornums Sohn Alfred behauptete später, dass diese Instrumente eine Zeitlang nicht sehr erfolgreich gewesen seien, und Broadhurst Wilkinson gab zu, dass das Unternehmen verpflichtet gewesen war, Garantieersatz für bereits verkaufte Instrumente zu leisten, als Kunden fanden, dass sie “nicht besonders gut standen” (die Stimmung nicht gut hielten). Mitte 1809 jedenfalls annoncierte das Unternehmen in der „Times“, dass man in der Folge des großen Anstiegs der Fertigung ihrer Hochklaviere beschlossen habe, die Fertigung sämtlicher anderer Instrumente einzustellen und sie zu halbem Preis auf den Markt zu werfen, um den Bestand zu reduzieren, und auch günstige Mietbedingungen für sämtliche Pianos anbiete.

## Wilkinson & Wornum und dasEinzigartigeHochklavier

Wornums einzigartige Mechanik, Patent von 1811

Nach Broadhurst Wilkinson lieh sich Wilkinson 1810 £12.000 ($53.000), um eine Partnerschaft mit Wornum zu bilden, und mietete Häuser an der 315 Oxford Street und Princes Street an, angrenzend an den Hanover Square, für Verkaufsräume, Fertigungswerkstätten und Wohnungen, mit einem Garten hinter 11 Princes Street, in dem Holz getrocknet wurde.
1811 ließ Wornum ein kleines zweifach besaitetes Hochklavier patentieren, das nur ca. 99 cm hoch war, und das er „unique“ nannte. Seine Saiten waren diagonal von oben zur rechten Seite des Gehäuses gespannt und wirkten auf einen kleinen Resonanzboden. Das Gehäuse war zweigeteilt für Klaviatur und Mechanik einerseits, und für die Saiten und deren Rahmen andererseits. Wornums Auslösung wirkte direkt auf eine flache Nase (“padded notch”) an der Hammernuss und konnte so den Zwischenhebel vermeiden, der in vielen Tafelklavieren und in den Hochklavieren des Konkurrenten Southwell bisher anzutreffen war. Der Hammer kehrte zur Ruheleiste nicht mit seinem Eigengewicht oder zusätzlich dem Gewicht des Zwischenhebels oder Stößels zurück, sondern durch die Kraft einer Feder, die an der Hammerleiste befestigt war. Wie bei Southwell nutzte auch Wornum Oberdämpfer, die auf die Saiten oberhalb der Hämmer drückten: Sie waren an Hebeln aufgehängt, die an einer separaten Leiste gelagert waren, aber die Drähte, die sie betätigten, waren auf der Rückseite der Mechanik angeordnet. Wornum bewarb auch einen „buff stop“, eine Einrichtung zur Verringerung der Lautstärke, die vom linken Pedal betätigt wurde und die Hälfte der Saiten abdämpfte. Zwei Artikel von 1851 zeigen, dass das Unternehmen einige hundert dieser Instrumente baute.
Eines der Hochklaviere von Wornum war in der Ausgabe vom Februar 1812 der Zeitschrift The Repository of Arts unter der Überschrift „Fashionable Furniture“ (modische/moderne Möbel) gezeigt, mit einer Beschreibung, dass diese Art Klavier nunmehr stark nachgefragt werde aufgrund der Verbesserungen, die „diesen Instrumenten einen sehr hohen Grad an Anerkennung einbrachten“. Der kurze Absatz beschrieb, dass die Größen von 183 bis 218 cm reichten. Sie seien in Mahagoni und in Palisander mit Messingteilen erhältlich, man pries ihren „unerreichten“ Anschlag und die Qualität ihres Klanges – besonders bei den Instrumenten mit zwei Saiten pro Ton, insbesondere zur Gesangsbegleitung.

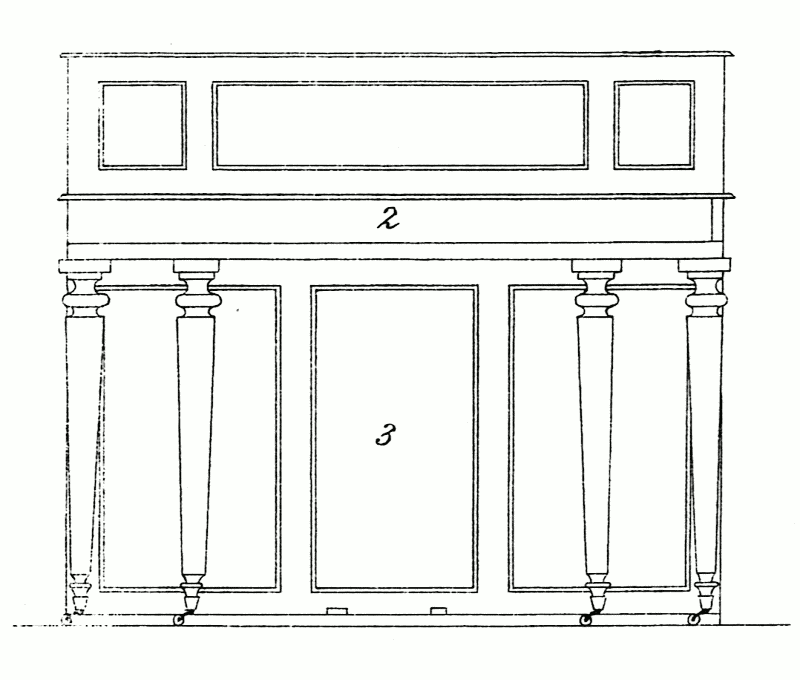
Wornum-Patent von 1811

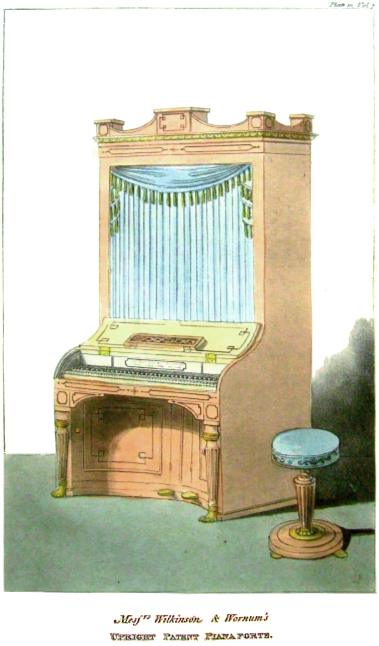
Hochklavier von Wilkinson & Wornum, 1812

Die Fertigungsstätte von Wilkinson & Wornum an der Oxford Street wurde bei einem Brand im Oktober 1812 zerstört. Die Eigentümer annoncierten nur wenige Tage danach in der „Times“, dass die größeren Teile ihres fertiggestellten Bestandes an Klavieren gerettet seien, teils von Nachbarn, teils von Freiwilligen, und dass diese Klaviere weiter zum Verkauf stünden an der 11 Princes Street, aber man startete eine Sammlung, um etwa siebzig Arbeitern ihre verlorengegangenen Werkzeuge zu ersetzen, ohne die sie ihre Arbeit nicht fortsetzen konnten: In jenen Jahren waren die Werkzeuge Privateigentum der Klavierbauer. Bei einer Besprechung der Kreditgeber des Unternehmens im November stimmte Wilkinsons Vater Charles Wilkinson zu, dass er gegen sie keine Ansprüche erheben werde und garantierte die Zahlungen an andere Kreditgeber, und im Frühjahr 1813 verzichtete er auf Forderungen an seine Partner. Wilkinson & Wornum wurde am 3. März 1813 aufgelöst. Wilkinson etablierte seine eigene Klavierfabrik hinter seinem neuen Haus an der 32 Howland street, und Wornum, der möglicherweise sein Patent an den Musikalienverkäufer John Watlen am Leicester Place weitergegeben hatte zog um zur 42 Wigmore Street.

## Harmonic-Hochklaviere und die Gleichmäßige Spannung

Wornum in der Princes Street

Wigmore und Welbeck Street

1813 führte Wornum eine zweite Hochklavier-Konstruktion mit senkrechter Besaitung ein, die mehr als 137 cm  maßen, die er „harmonic“ nannte, und die allgemein als die ersten erfolgreichen Hochklaviere (cottage upright) gelten. Niedrige, vertikal besaitete Klaviere mit ähnlichen Eigenschaften waren 1800 von Matthias Müller in Wien und John Isaac Hawkins in Philadelphia und London eingeführt worden. Hawkins Instrumente insbesondere enthielten eine ähnliche Mechanik wie die in dem Wornum-Patent von 1809 gezeigte. Die drei höchsten Oktaven waren in einer einzigen Saitendicke ausgeführt, in der gleichen Spannung und nach der gleichen Ausführung wie in Wornums Patent von 1820, aber beide Instrumente waren ungewöhnlicher im Vergleich zu den „Cottage Uprights“ in Klang und Konstruktion. Müllers Piano war in der 1810 erschienenen Oekonomische Encyklopädie beschreiben, es habe einen Klang ähnlich dem Bassetthorn, und er bot ein Tandem-Modell an, das er „Ditanaklasis“ nannte, demgegenüber Hawkins’ Piano einen kompletten Eisenrahmen mit offener Rückseite hatte, einen großen, unabhängigen Resonanzboden und Basssaiten in der Form von Wendelfedern (umsponnene Saiten), es enthielt mechanische Stimmer, eine einklappbare Klaviatur und eine metallene obere Brücke. Hipkins Bericht von Hawkins’ Instrument in der 1890er Ausgabe der Encyclopaedia Britannica beschreibt, dass das Instrument „armselig im Klang“ sei.
1820 patentierte Wornum ein System der equal tension (gleichen Spannung) für Pianos (und „bestimmte andere Saiteninstrumente“), die er beschrieb, die mit „einer einzigen Saitendicke über alles“ erreicht werden könne, und bei den verkürzten Basssaiten, indem man den Windungsabstand oder Durchmesser der Umspinnung verändere. Gemäß dem Patentbericht in dem Quarterly Musical Magazine war beabsichtigt, ein Versagen der mittleren und oberen Oktaven zu verhindern, die ein Ergebnis der gewöhnlicherweise unterschiedlichen Spannungen und Drahtabmessungen in den Bereichen eines Klavieres seien, und der Autor schrieb, dass es Wornum gelungen sei, einen Klang zu erzeugen, der „fest, sonor und brillant ist, und seine Stimmhaltung rechtfertigten die höchsten Meinungen über dieses Bauprinzip“. Ein Bericht in dem London Journal of Arts and Sciences sagte jedenfalls voraus, dass „wenn es jemals gelänge, es in Gebrauch zu bringen“, würde es „einen schlechten Klang im oberen Bereich des Instrumentes ergeben“, und zusammen mit weiteren Einwänden behauptet der Berichterstatter, dass es schwierig sein werde, die Saitenlängen nach der Methodes Wornums zu bestimmen, und es auch schwierig sei, Saiten eines einzigen Durchmessers zu erzeugen und zu beschaffen.
Alfred Savage, der einige Briefe über die Klavierkonstruktion in den frühen 1840er Jahren im The Mechanics' magazine publizierte, stellte fest, dass dieses System die Möglichkeit biete, die Stimmhaltung besser hinzubekommen als jedes andere, aber dass der Klangcharakter über die Tonskala ungleichförmig sein werde. Er beschrieb, dass dickerer Draht erwünschte Schwingungen im Diskant erzeuge, aber dünnerer Draht bessere Ergebnisse bei der Festigkeit und Fülle im Bass liefere, und er fügte an, dass die Unterschiede in der Steifigkeit in Beziehung stünden zur Länge der Saiten. Ein anderer Korrespondent zum Klavierbau, der als „The Harmonious Blacksmith“  unterzeichnete, schrieb in einem Brief 1871 in dem Magazin English Mechanic and World of Science, dass sein „verstorbener Freund“ Wornum den Draht der Stärke No.15 über die gesamte Skala verwendet habe, der in den 1820er und 1830er Jahren mindestens viermal so stark gewesen sei wie der üblicherweise damals verwendete Draht für die obersten Töne und etliche Größen größer auch als bei wesentlich größeren und längeren Flügeln jener Zeit, und er beschrieb, dass es „einen sehr guten Diskant, aber einen äußerst armseligen Tenor und Bass ergeben habe“. Wornum nutzte diese Skala (Saitenauslegung) mindestens über die volle Zeitdauer seines Patentes, aber es kam niemals zu einer allgemeinen Anwendung.

## Repetitionen (“Double actions”) undPiccolo-Klaviere

Wornums zweites Patent von 1826 zur „Double Action“

Wornums „Double-“ oder Piccolo-Mechanik, ca. 1829

1826 ließ Wornum Verbesserungen patentieren, die er in der Patentanmeldung für professionelle Pianos vorsah. Er benannte ein „Pizzicato-Pedal“, das zwischen den beiden normalen Pedalen positioniert wird und Verbindungen betätigt, die die Dämpfer gegen die Saiten drückten, weiter eine gestiftete Single Action, in der die Dämpferhebel von einem Knopf an einer Zusatzbefestigung des Stößels angehoben wurden und zwei Double Actions mit zusätzlichen Hebeln, die an einer zweiten Leiste montiert waren, die sowohl die Dämpfer als auch die Hammerfänger betätigten. Das erste von ihnen war wie die Mechanik von 1811 angeordnet, mit einer rückseitigen Auslösung an der Taste, die den Fänger(draht)hebel betätigte; in der zweiten wurde der Fänger(draht)hebel vom Stößel betätigt. Der Stößel war an der Unterseite eines anderen Hebels befestigt, an der Hammerleiste aufgehängt und trug die Auslösung. Die Auslösung arbeitete nach dem Prinzip der Englischen Mechanik für Flügel, mit der Regulierung gegen die Hammerleiste, aber mit seiner Feder auf den Stößel montiert anstelle des unteren Teils der Auslösung. Eine feste Hammerrückholfeder war nicht gezeigt. Offensichtlich war stattdessen eine Feder montiert, die auf die Hammernuss wirkte, um den Hammer daran zu hindern, „zu tanzen, wenn die Taste losgelassen war“.
Zwei Jahre später ließ Wornum eine Verbesserung an den Stößeln patentieren, die in einem Knopf am Hebelende bestand, der Erweiterung des unteren Hebels betätigte, um unerwünschte Hammerbewegungen nach dem Saitenanschlag zu unterbinden.
François-Joseph Fétis schrieb 1851, dass er 1829 auf zweien von Wornums Uprights gespielt habe und dass sie signifikante (jedoch nicht detailliert benannte) Vorteile gegenüber Produkten anderer Fertiger gehabt hätten.

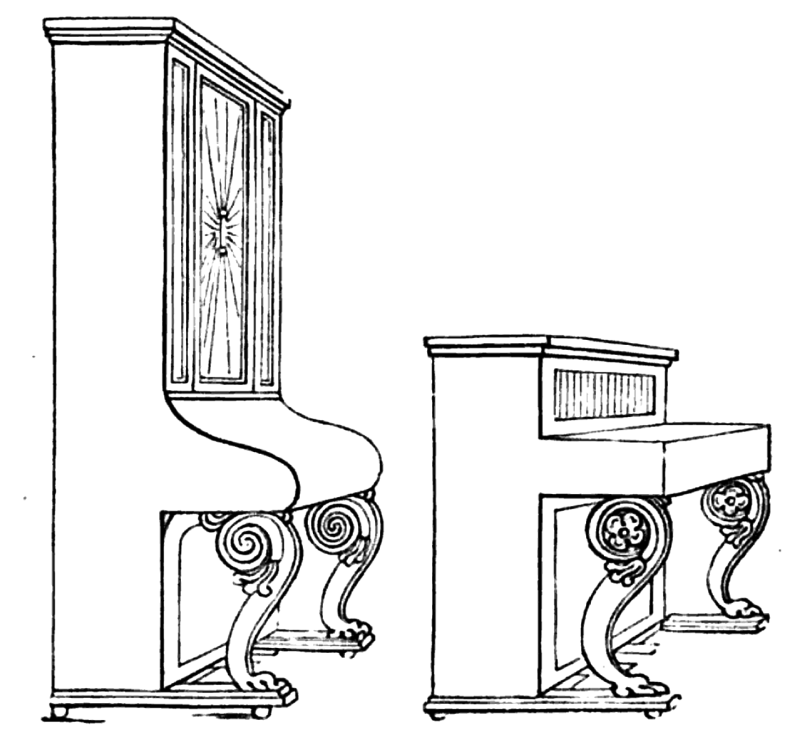
Wornums größte und kleinste Klaviere, ca. 1839

Laut Hipkins hatte Wornum die gekrümmte oder „gebundene“ Double Action in jenem Jahr vervollkommnet. Er führte sie in einem “Cabinet”-Klavier ein, das 112 cm hoch war, und dann 1830 in den Piccolo-Uprights. In dieser Mechanik bewirkte ein an der Hammernuss befestigtes und an einem Draht an einer Hebelachse montiertes Bändchen die gleiche Funktion wie in der 1826er Mechanik die Feder. Der Achsenhebel betätigte auch einen Fänger, der gegen eine Erweiterung der Hammernuss arbeitete und den Dämpferdraht hob. Diese Anordnung wurde unter dem Namen tape check action bekannt, derselbe Name, den auch die moderne Klaviermechanik trägt, die in der Form des Stößels und der Position und Betriebsweise der Dämpfer anders ausgelegt ist. Hipkins behauptet, dass der „leichte Anschlag, der mit der neuen Mechanik erzielt wurde, sogleich das musikalische Publikum anzog“, aber diese Mechanik war nicht in weitem Gebrauch, als das Patent von 1826 auslief. Er schrieb um 1880, dass seine Haltbarkeit „es zu einem bevorzugten Modell hierzulande und im Ausland gemacht habe“ und sagte voraus, dass diese Mechanik wahrscheinlich die “Sticker Action” in England ersetzen werde, nachdem sie bereits allgemein in Frankreich und Deutschland in Gebrauch gekommen sei.
Diese Mechanik war als Wornum's double or piccolo action„in einem Artikel der Zeitschrift“Pianoforte„in den 1840ern abgebildet. Die Penny Cyclopaedia (die R. Wornum als Beitragenden für die Artikel über Klaviere und Orgeln benannte) worin sie beschrieben war als „Die Erfindung von Mr. Wornum, für ihn vor ca. zehn oder zwölf Jahren patentiert“. Ein ähnlicher Anspruch bestand für die Anweisungen zur Regulierung der “double actions” in Wornums Piccolo-, Harmonic- und Cabinet-Pianos.
Dies ist nicht der einzige publizierte Beitrag zum Ursprung dieser Mechanik, und im Besonderen zu dem flexiblen Bändchen oder bridle tape, unter dem es heutzutage bekannt ist. Harding beschrieb explizit in der Zeitschrift The Pianoforte, dass Wornum das Band "weder erfunden noch patentiert" habe und schrieb die Erfindung dem Klavierbauer Hermann Lichtenthal aus Brüssel (und später Sankt Petersburg) zu, der 1832 ein Patent für die Verbesserung erhielt, das eine Mechanik zeigt, die von der Zeichnung von 1840 hauptsächlich in der Form und Position der Dämpferhebel und seines Mechanismus abweicht. 1836 beschrieb der französische Klavierstimmer und spätere Klavierbauer Claude Montal in der Zeitschrift L'art d'accorder soi-même son piano, dass Camille Pleyel Verbesserungen des Designs von Wornums Kleinklavieren durchführte, als er das Pianino in Frankreich 1830 einführte. Aber obwohl Montal die Mechanik und das flexible Bändchen im Detail beschreibt, benannte er nicht, ob diese Details zu den Änderungen Pleyels gehörten. Beide Beispiele für den Einsatz eines ledernen Bändchens anstelle gewebten Stoffes – das Harding explizit Wornum zuschreibt – können somit unterschieden werden. Hipkins stellt fest, dass der kommerzielle Erfolg der Pleyel'schen Klaviere bewirkte, dass die „double action“ in England als "French action bezeichnet wurde.
Die Mechanik wurde auch in Verbindung gebracht mit dem Patent an Wornum von 1842, obschon sie oft so datiert wird, dass sie von ihm bereits fünf Jahre eher eingeführt worden war, offenkundig in Bezug auf seine Beschreibung als „tape check action“ in der angehängten Liste der englischen Patente für den Klavierbau in der 1879er Ausgabe der vom Klavierbauer und Klavierbauhistoriker Edgar Brinsmead 1879 erschienenen Edition der History of the Pianoforte. In der 1870er Edition war sie etwas genauer als „tape action“ benannt worden.

## Flügel mit doppelter Auslösung und oberschlägige Mechaniken

Wornum in der Store Street 16

1830 mietete Wornum Gebäude an der 15 und 17 Store Street, Bedford Square, für eine neue Fabrik an. 1832 eröffnete er einen Konzertsaal im Haus Nr. 16, „gebaut ausdrücklich für Morgen- und Abendkonzerte“, mit einer Kapazität von 800 bis 1000 Sitzplätzen.
Gemäß der von Loudon's herausgegebenen Encyclopædia of Cottage, Farm, and Villa Architecture and Furniture  stellte Wornum ein Klavier 1833 aus, „das von einem Büchereitisch nahezu nicht unterschieden werden konnte“. 1838 bot er patentierte “double action”-Piccoloklaviere zu Preisen von 30 bis 50 Guineen an, und “cottage and cabinet uprights” von 42 bis 75 Guineen ($350), die die Enzyklopädie als sauber gefertigt auch auf der Unterseite und „mit demselben Grad an Klang und Exzellenz...wie bei den Horizontalpianos (Tafelklavieren)“ – die kleinsten und größten Modelle seien die „am häufigsten gebrauchten“— genauso wie 163 cm lange Pocket- und 237 cm lange Imperial Grands für 75 und 90 Guineen ($420). Er annoncierte, dass diese reduzierten Preise Antwort auf den Erfolg seines Piccolo-Pianos seien, das „bestimmte Hersteller bewogen habe, ähnliche Instrumente eines anderen Charakters unter demselben Namen zu bauen und anzubieten, wodurch die Öffentlichkeit getäuscht werde“, Im folgenden Jahr bot er mehrere teure Versionen der größeren Modelle an. Die neuen sechsoktavigen “pocket”- und die 6½-oktavigen “Imperial”-Flügel folgten der gewöhnlichen Praxis, die Saiten oberhalb der Hämmer anzuordnen, jedoch gab es eine völlig eigenständige Tragstruktur für den Stimmstock, den Holzrahmen, den Resonanzboden und die Stege, die sämtlich über den Saiten angeordnet waren, indem sie eine starre und ununterbrochene Konstruktion ähnlich den Hochklavieren zeigten, genauso wie sie später dann in oberschlägigen Flügeln gebaut wurden. Diese Flügel waren mit “tied double actions” ausgerüstet, ähnlich denen der Hochklaviere.
1840 hatte Wornum seine Flügel verbessert, indem er eine Haltefeder an der Hammernuss und dem kurzen Hebelende befestigte, womit er die Repetition verbessern und das „Fortespiel stärken“ wollte, jedoch verschwand die inverse Konstruktion aufgrund ihrer unbefriedigenden Form. Wornum wandt sein Augenmerk stattdessen auf die Fertigung von oberschlägigen („overstruck“ oder downstriking) Horizontalpianos (Flügeln und Tafelklavieren), bei denen die Hämmer über den Saiten angeordnet sind. 1842 ließ er die Anwendung beweglicher Hämmerrückholfedern für oberschlägige Flügel und Tafelklaviere patentieren. Wornum schloss Patentansprüche ein für eine neue Anordnung der Klappleiste und der Auslösung, und auch für eine Methode, bei Hochklavieren die Dämpfer mittels eines Lederstreifens zu betätigen, der entweder an der Hammernuss oder an einem Draht an der Taste befestigt wird.

Wornums neue Flügelmechanik, ca. 1840

Oberschlägige Mechanik, Patent von 1842

Klaviermechanik, Patent von 1842

## Robert Wornum & Sons
Auf der Weltausstellung 1851 stellte Robert Wornum & Sons Klaviere (“cottage uprights”) und zweifach besaitete oberschlägige Flügel und Tafelklaviere aus, die man als „erfunden und patentiert im Jahre 1842“ bezeichnete. Ihr Albion-Flügel (semi-grand) wurde bekannt als gutes Beispiel dafür, wie mit der oberschlägigen Mechanik eine einfachere und wirtschaftlichere Konstruktion ohne Metallstreben erzielt werden konnte. Wornum erhielt einen Preis für das verbesserte “Piccolo Piano” – hinter Sébastien Érard, Paris und London, die eine Medaille für Pianos gewannen, und auf demselben Level wie 22 andere Klavierhersteller auch, einschließlich John Broadwood & Sons, London, Schiedmayer & Söhne, Stuttgart, Pape, Paris, und Jonas Chickering, Boston.
Robert Wornum starb am 29. September 1852 nach kurzer Krankheit. Sein Sohn Alfred Nicholson Wornum folgte ihm in der Leitung der Klavierfabrik nach.
Das Unternehmen stellte auf der Weltausstellung 1855 in Paris aus, verfehlte jedoch den Gewinn eines Preises.
1856 ließ A. N. Wornum Verbesserungen an der oberschlägigen Mechanik patentieren, die in einer Feder bestanden, die für einen beständigen Kontakt des Tastenhebels mit dem Schwenkhebel sorgte. Wornum erhielt auch ein Patent für eine neue Anordnung der Regulierschraube, die ein leichteres Einstellen gestattete, und für eine Methode der Verbesserung der Repetition mittels einer Feder. 1862 wurden weitere Verbesserungen für Wornum patentiert, deren Ziel in einer wesentlichen Kompaktierung der Mechanik durch die Anordnung der Dämpfer unter den Hämmern bestand. Betätigt wurden die Dämpfer durch einen Stößel am langen Ende der Auslösehebel. Er entwarf auch eine Klappeinrichtung für Tafelklaviere, um sie aus dem Weg zu bringen, wenn sie nicht benutzt wurden.
Robert Wornum & Sons stellten Klaviere und Flügel 1862 auf der Internationalen Ausstellung in London aus, ebenso wie ihr “einklappbares” Tafelklavier. Sie erhielten eine Medaille für „Neuerungen in der Erfindung von Klavieren“— einer von nahezu 70 Preisen, die auch Klavierhersteller wie Broadwood, Bösendorfer aus Wien, Pleyel, Wolff & Cie, Paris, und Steinway & Sons, New York erhielten. Sie stellten 1867 bei der Pariser Weltausstellung “Exposition Universelle” ein “Piccolo Upright” aus, und auch verschiedene maßvoll bepreiste oberschlägige Flügel ohne Metallstreben, dort erhielten sie eine Bronzemedaille in derselben Klasse wie J. Brinsmead aus London, J. Pramberger, Wien, und Hornung & Moeller, Kopenhagen, unter anderen, aber unterhalb des Levels, auf dem sie auf Ausstellungen zuvor bewertet worden waren.
1866 ließ A. N. Wornum Methoden patentieren, die die Erweiterung der Resonanzböden über die Stimmstockbrücke bei Klavieren und oberschlägigen Flügeln hinaus ermöglichten, von denen er behauptet, sie verbesserten die oberen Register und er ließ 187 weitere Verbesserungen an Flügeln patentieren. Früher im gleichen Jahr hatte Robert Wornum & Sons annonciert, dass ihre „neue patentierte Konstruktion“ eine Preisreduktion von über 100 Guineen bei den Flügeln erlaubte, wie auch eine Zusicherung, dass diese Klaviere einen „vollen, süßen Ton und einen elastischen Anschlag besäßen“ 1871 bot das Unternehmen vier Größen von 168 cm und 259 cm auf dem neuen Produktionsplan an, zu Preisen zwischen 56 und 96 Guineen ($260 bis $450). Ein Reporter des Journal of the Society of Arts bei der Zweiten Jährlichen Internationalen Ausstellung in London 1872 jedenfalls beschrieb den Klang der Klaviere mit hölzernem Rahmen als „sweet, but hardly full or forcible enough.“ (süß, aber kaum voll oder genügend stark).
A. N. Wornum ließ weitere Verbesserungen an Flügeln 1875 patentieren, indem er Hämmer mit umgekehrter Orientierung einführte, um längere Saiten in Relation zur Gehäuselänge unterbringen zu können und das Unternehmen zeigte kurze („under six foot“) und lange („8 feet“) „Iron Grand Pianofortes“ (“Gusseisenflügel”) auf seinem Produktionsplan, zusammen mit einem Piccolo Upright 1878 auf der Weltausstellung „Exposition Universelle“ in Paris, für die sie eine Silbermedaille erhielten.  Diese platzierte sie wiederum auf dem gleichen Level wie Brinsmead (obschon dessen Unternehmensgründe bei derselben Gelegenheit mit einer Medaille der Ehrenlegion ausgezeichnet wurde), genauso wie auch Kriegelstein, Paris und Charles Stieff, Baltimore.
Hipkins schrieb in einem Artikel über Wornum in der 1889 erschienenen Ausgabe des Dictionary of Music and Musicians, der aktuelle Firmeninhaber von Robert Wornum & Sons sei Mr. A. N. Wornum, der dem Erfindungsgeist seines Großvaters nachfolgt".
Laut Frank Kidson war in den frühen 1900er Jahren Wornum „weiterhin ein wichtiges Unternehmen im Klavierhandel“, aber laut Harding war die Firma 1900 das letzte Mal im Londoner Adressbuch als Klavierhersteller ausgewiesen.